# زنبق خمیده‌برگ
زنبق خمیده‌برگ (نام علمی: Iris curvifolia) نام یک گونه از سرده زنبق است.